# Stephen Wasira

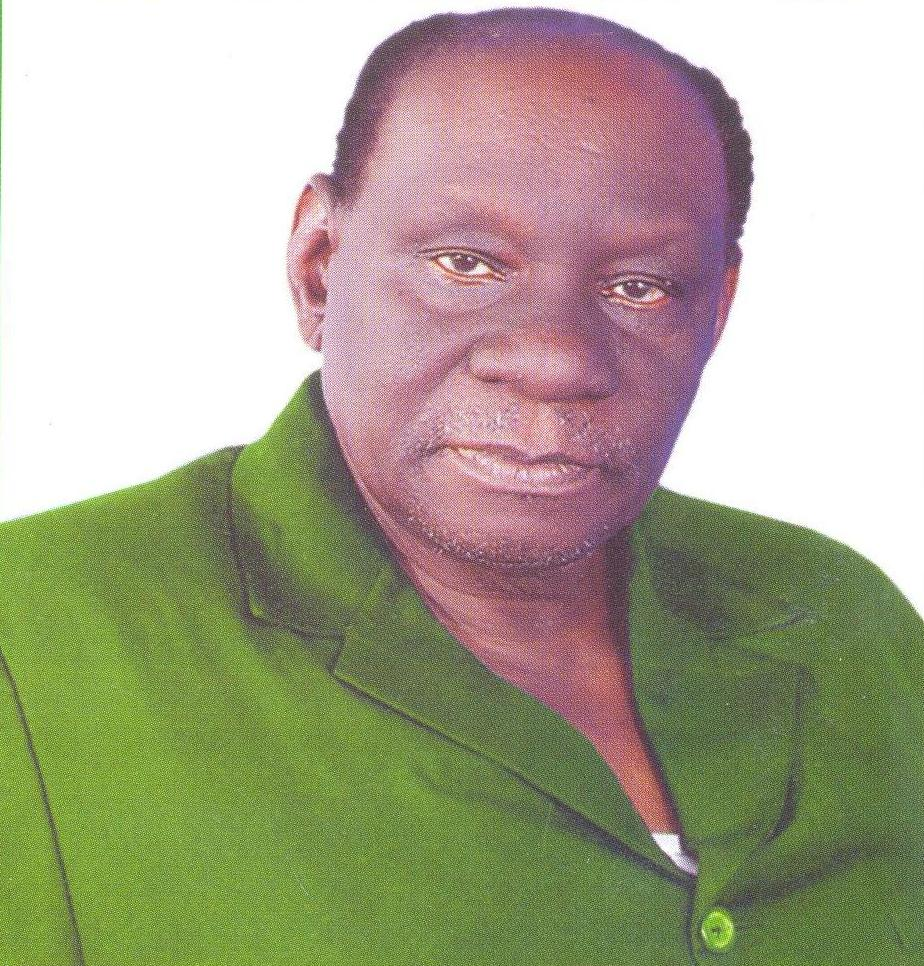
Stephen Wasira (2012)

Stephen Masatu Wasira (* 1945) ist ein tansanischer Politiker der Chama Cha Mapinduzi (CCM), der unter anderem mehrmals Minister war.

## Leben
Wasira besuchte von 1956 bis 1959 die Bariri Primary School, zwischen 1960 und 1961 die Nyambitilwa Middle School sowie von 1962 und 1963 die Kisangwa Middle School. Seine Sekundarschulbildung erhielt er zwischen 1964 und 1968 am British Tutorial College und war während dieser Zeit von 1965 bis 1967 Assistent für Gemeindeentwicklung sowie anschließend zwischen 1967 und 1973 Exekutivsekretär der damaligen Tanganyika African National Union (TANU) in einem Distrikt. 1970 wurde er für die TANU zum Mitglied der Nationalversammlung gewählt und vertrat in dieser bis 1975 den Wahlkreis Mwibara. Zugleich fungierte er zwischen 1973 und 1975 als Juniorminister im Ministerium für Landwirtschaft und Viehzuchtentwicklung und danach von 1975 bis 1982 als Regionalkommissar der Region Mara, ehe er zwischen 1982 und 1986 Gesandter an der Botschaft in den USA war. Nach der Vereinigung der TANU mit der Afro-Shirazi Party (ASP) 1977 wurde er Mitglied der neuentstandenen Partei der Revolution CCM (Chama Cha Mapinduzi). Während seiner Aufenthalts in den USA begann er 1982 ein grundständiges Studium für Wirtschaftswissenschaften und Internationale Beziehungen an der American University in Washington, D.C., das er 1986 mit einem Bachelor of Arts (B.A. Economics & International Studies) beendete. Zugleich begann er 1985 ein postgraduales Studium für Verwaltungswissenschaften an der American University, welches er 1986 mit einem Master of Public Administration (M.P.A.) abschloss.
Nach seiner Rückkehr aus den USA war Wasira von 1987 bis 1989 stellvertretender Minister für Kommunalverwaltung, Genossenschaften und Marketing sowie anschließend zwischen 1989 und 1990 Minister für Landwirtschaft und Viehzuchtentwicklung im Kabinett von Premierminister Joseph Sinde Warioba. Danach fungierte er von 1990 bis 1992 als Regionalkommissar der Region Pwani, der sogenannten Küstenregion Tansanias. Ein weiteres postgraduales Studium im Fach Angewandte Ökonomie an der American University beendete er 1993 mit einem Master of Arts (M.A. Applied Economics). 1995 wurde er für die CCM erneut Mitglied der Nationalversammlung und vertrat dort bis zu seinem Wahlverzicht 1996 den Wahlkreis Bunda, ehe er zwischen 1996 und 2005 Geschäftsführender Direktor der Siza Cold Storage Co. Ltd war. Am 30. Oktober 2005 wurde er abermals zum Mitglied der Nationalversammlung gewählt, in der er bis zum 18. Juni 2015 wieder den Wahlkreis Bunda vertrat.
Während dieser Zeit war er zwischen dem 1. Januar und dem 16. Oktober 2006 zunächst Minister für Wasserressourcen im Kabinett von Premierminister Edward Lowassa. Danach bekleidete er nach einer Regierungsumbildung als Nachfolger von Joseph Mungai vom 17. Oktober 2006 bis zum 8. Februar 2008 im Kabinett Lowassa erstmals den Posten des Ministers für Landwirtschaft, Nahrungssicherung und Genossenschaften, woraufhin Peter Msolla sein Nachfolger wurde. Anschließend war er zwischen dem 13. Februar und dem 12. Mai 2008 zuerst Minister für Regional- und Kommunalverwaltung im Amt von Premierminister Mizengo Pinda. Danach löste er am 12. Mai 2008 im Rahmen einer Regierungsumbildung Peter Msolla als Ministers für Landwirtschaft, Nahrungssicherung und Genossenschaften ab. Zuletzt war er vom 28. November 2010 bis zum 5. November 2015 Staatsminister für soziale Beziehungen und Koordination.